# Antonio Cano Chacón
Antonio Cano Chacón (n. 1904) va ser un militar espanyol.

## Biografia
Va néixer en la localitat malaguenya de Estepona l'1 de setembre de 1904. Militar professional, pertanyia a l'arma d'infanteria.
El juliol del 1936, al començament de la guerra civil, Cano es trobava a Màlaga destinat en el Regiment d'infanteria «Vitoria» n. 8, amb el rang de capità. Es va mantenir lleial a la República, integrant-se amb posterioritat en l'estructura de l'Exèrcit Popular de la República. El novembre de 1936 va ascendir al rang de comandant per antiguitat. Després de la caiguda de Màlaga, al començament de 1937, va passar a combatre en el sector d'Almeria. En el transcurs de la contesa va arribar a ostentar el comandament de la 114a Brigada Mixta i la 37a Divisió, arribant a actuar en el front d'Extremadura. Al març de 1939, amb la guerra pròxima a la seva fi, es va alinear amb les forces casadistas.
Capturat pels franquistes, a l'octubre de 1939 va ser jutjat i condemnat a dotze anys de presó, i a més fou expulsat de l'exèrcit.